# Hủ tiếu Mỹ Tho

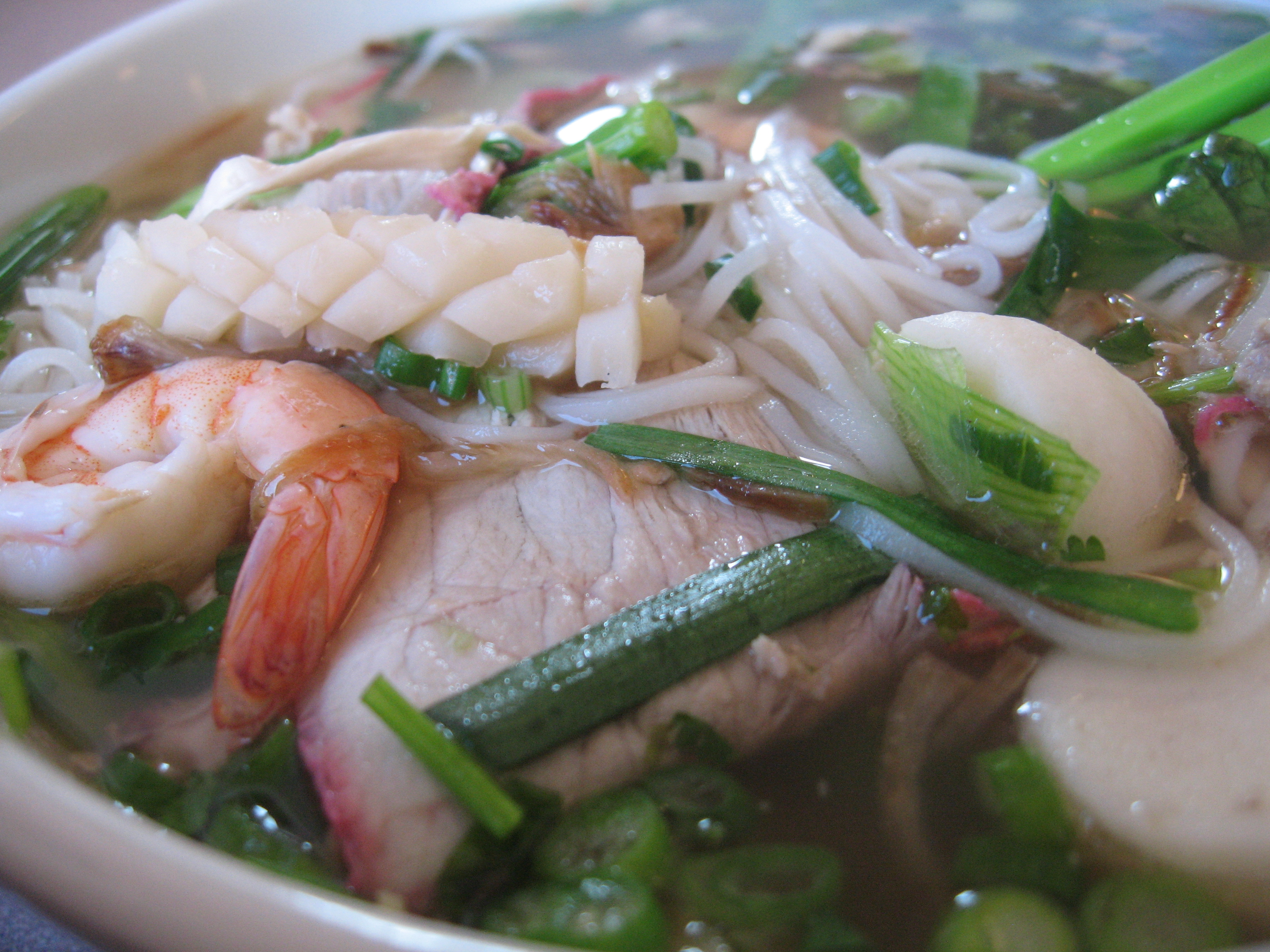
Hủ tiếu Mỹ Tho với tôm, mực, thịt heo xá xíu, hẹ, hành

Hủ tiếu Mỹ Tho là loại hủ tiếu do người Mỹ Tho chế biến, nguyên liệu chính là hủ tiếu khô, nước dùng chính là thịt bằm nhỏ, lòng heo nấu cùng xương tủy heo. Sau đó trụng sơ mì với nước dùng và cho các nguyên liệu phụ vào như giá, hẹ, thịt bằm cùng lòng heo vào. Năm 2009, Hủ tiếu Mỹ Tho của Tổ hợp tác sản xuất hủ tiếu Mỹ Tho (ấp Hội Gia, xã Mỹ Phong, thành phố Mỹ Tho, Tiền Giang) được Trung tâm Thương hiệu Việt, thuộc Hội liên hiệp Khoa học và Kỹ thuật Việt Nam, cấp giấy chứng nhận "Thương hiệu Việt" .

## Đặc điểm
Hủ tiếu Mỹ Tho bao gồm thịt lát, thịt bằm, xương và gan heo, có tiệm còn thêm tôm khô vào để nước dùng ngọt hơn. Vị ngọt đậm đà từ nước hầm xương và các phụ gia khác khiến hủ tiếu Mỹ Tho đậm chất miền Tây Nam Bộ. Hủ tiếu Mỹ Tho thường được ăn kèm với phụ gia là giá sống, hành phi, chanh ớt, tiêu, nước tương. Nước chấm là nước tương, pha chút giấm và đường, có nơi sẽ có thêm tép mỡ và hành phi. Hủ tiếu Mỹ Tho ngoài nổi tiếng nhờ nước lèo thơm ngọt vị miền Tây, còn nổi tiếng nhờ cọng hủ tiếu trong và dai, khi nấu không bị bở, hay mềm đi, chỉ trừ khi nấu lâu quá.

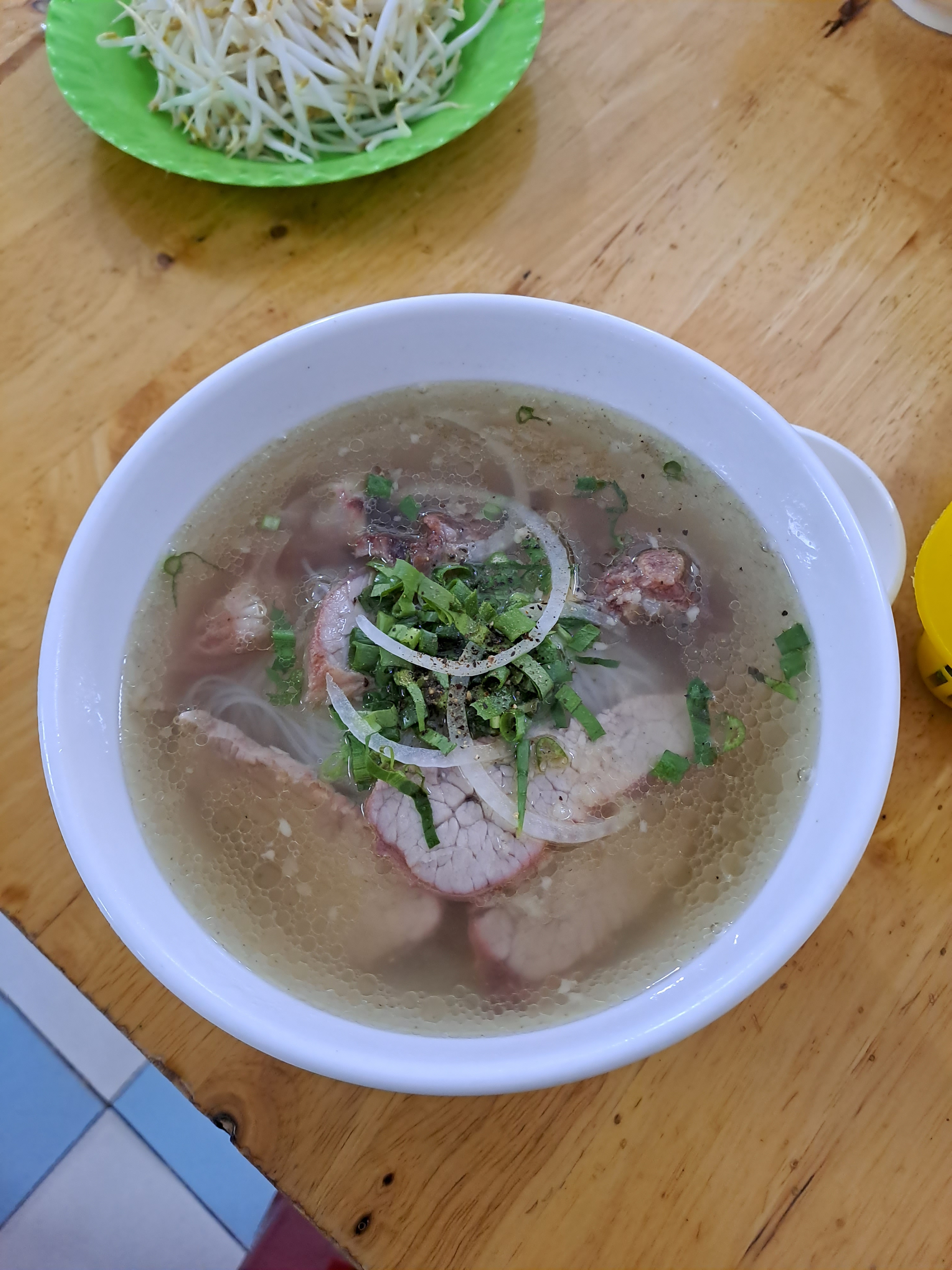
Một bát hủ tiếu Mỹ Tho tại thành phố Mỹ Tho, Tiền Giang

Hủ tiếu bò viên hay hủ tiếu Sa tế cũng dùng loại bánh này. Ngoài ra, hủ tiếu Mỹ Tho còn nấu chung với mì, hủ tiếu mì, hoặc nước lèo ăn bánh canh, bột sò, nui.. rất đa dạng và phong phú. Ngoài ra, còn có thể ăn hủ tiếu khô, tức là không chan nước lèo vào tô hủ tiếu, mà để riêng ở chén, cho hành và tiêu vào, có thể thêm 1 quả trứng gà, còn hủ tiếu sẽ được người bán trộn với nước tương, giấm đường vừa ăn, khi đó, nước lèo sẽ ngon và ngọt hơn so với nước lèo được chan vào hủ tiếu. Đặc biệt là hủ tiếu Mỹ Tho không ăn với salad, hay cần tây, trứng cút, tuy nhiên sau này vào Sài Gòn, hủ tiếu Mỹ Tho có điểm con tôm thẻ, lột xẻ đôi, hoặc thêm lòng heo, sườn heo và trứng cút nữa, có thể ăn với thịt bò viên và tương ớt, tương đen..
Sợi hủ tiếu Mỹ Tho to và trong, làm từ gạo thơm, dẻo (nổi tiếng là thứ gạo Gò Cát của làng Mỹ Phong), phải dùng trong ngày, do vậy có mùi thơm của gạo, trụng nước sôi thì mềm nhưng không bị bở, nhai dai dai, nên gọi là hủ tiếu dai, ăn không có mùi chua. Và cọng hủ tiếu sẽ có mùi hơi chua, vì vậy sẽ được trụng riêng ở nước sôi chứ không trụng trực tiếp vào nước lèo. Hủ tiếu Mỹ Tho có thể được bán dạo bình dân, gọi là Hủ tiếu gõ. Và có thể bán theo kiểu hủ tiếu khô, với chén nước lèo kèm theo.